# Ni Hua
Ni Hua (Xangai, 31 de maig de 1983) és un jugador d'escacs xinès, que té el títol de Gran Mestre des de 2003, quan va esdevenir el quinzè Gran Mestre de la Xina a l'edat de 19 anys. L'abril del 2008, Ni Hua i Bu Xiangzhi varen ser el segon i tercer jugadors de la Xina en sobrepassar els 2700 d'Elo, després que ho hagués fet Wang Yue. Ha estat tres vegades campió de la Xina i una vegada campió de l'Àsia.
A la llista d'Elo de la FIDE del juliol de 2021, hi tenia un Elo de 2667 punts, cosa que en feia el jugador número 8 (en actiu) de la Xina, i el número 71 del rànquing mundial. El seu màxim Elo va ser de 2724 punts, a la llista d'abril de 2009 (posició 22 al rànquing mundial).

## Palmarès

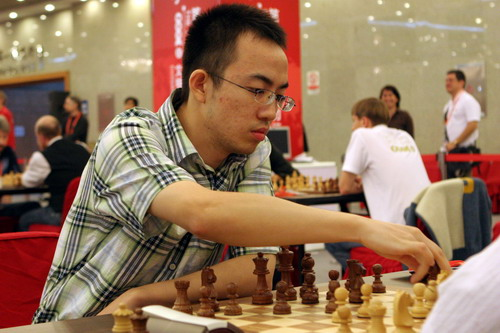
Ni Hua el gener del 2009

Vencedor dels torneigs de Budapest 2000, Qingdao 2002 i Yongchuan 2003, Ni Hua va participar en el Campionat del món del 2004 i a la copa del món d'escacs de 2005. Va jugar amb l'equip de la Xina que obtenir la medalla de plata a l'Olimpíada d'escacs de 2006 de Torí (Itàlia). El novembre del 2007 fou segon a la Copa President Gloria Macapagal Arroyo a Manila, rere Li Chao
El setembre de 2008, va formar part (amb Wang Hao, Li Chao, Wang Yue i Bu Xiangzhi) de l'equip xinès que disputà el cinquè matx Rússia - Xina a Ningbo i hi puntuà 2.5/5 amb una performance de 2700. La Xina va guanyar el matx per un global de 26 a 24.
Va guanyar el torneig d'escacs de Reggio Emilia el 2009, i el mateix any fou cinquè al campionat de la Xina (el campió fou Ding Liren).
Va jugar al quart escaquer de l'equip xinès al campionat del món d'escacs per equips el gener del 2010. També el 2010 es proclamà campió de l'Àsia, a la Badia de Subic.
Entre l'agost i el setembre de 2011 participà en la Copa del món de 2011, a Khanti-Mansisk, un torneig del cicle classificatori pel Campionat del món de 2013, i hi tingué una actuació raonable; avançà fins a la segona ronda, quan fou eliminat per Ruslan Ponomariov (2½-3½).
El juliol del 2014 va guanyar l'Obert Internacional d'Escacs Ciutat de Montcada amb un premi de 1.200 euros. L'agost del 2014 va participar en l'Olimpíada d'escacs de 2014 a Tromsø amb l'equip de la Xina que va guanyar aquesta edició de les olimpíades. Va guanyar la medalla de bronze al quart escaquer.
El desembre de 2015 és 3r-7è (sisè en el desempat) del Qatar Masters amb 6½ punts de 9 (el campió fou Magnus Carlsen).
El març de 2019 fou membre de l'equip xinès que va quedar tercer al Campionat del món per equips a Astanà.